# Wygnanki
Wygnanki – wieś sołecka w Polsce, położona w województwie mazowieckim, w powiecie łosickim, w gminie Stara Kornica.
| SIMC    | Nazwa    | Rodzaj    |
| ------- | -------- | --------- |
| 0020592 | Malinowo | część wsi |

W latach 1975–1998 wieś administracyjnie należała do województwa bialskopodlaskiego.
Wieś magnacka położona była w końcu XVIII wieku w hrabstwie bialskim w powiecie brzeskolitewskim województwa brzeskolitewskiego. 
Wierni Kościoła rzymskokatolickiego należą do parafii św. Antoniego Padewskiego w Huszlewie.